# Académie de marine
L’Académie de marine désigne deux institutions différentes, dont la seconde est héritière de la première. La première Académie de marine est créée par Louis XV à Brest en 1752, elle devient Académie royale de marine jusqu’à sa suppression en 1793. La seconde Académie de marine, perpétuant la mission de l'Académie royale, est fondée à Paris en 1921 sous la forme d'une association, puis d'un établissement public d'État (établissement public à caractère administratif depuis 1991, placé sous la protection du président de la République).

## Sous l'Ancien Régime

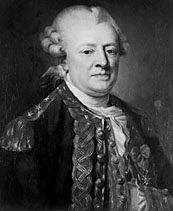
Bigot de Morogues, premier directeur de l’Académie de marine.

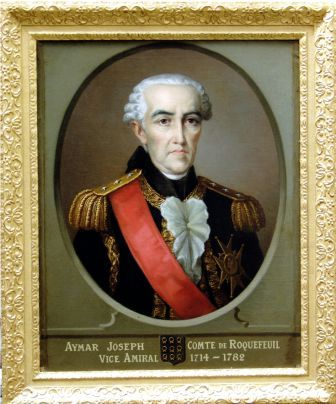
Aymar Joseph de Roquefeuil, vice-amiral, obtient de Louis XV en 1769 le rétablissement de l'Académie sous le nom d'Académie royale de marine.

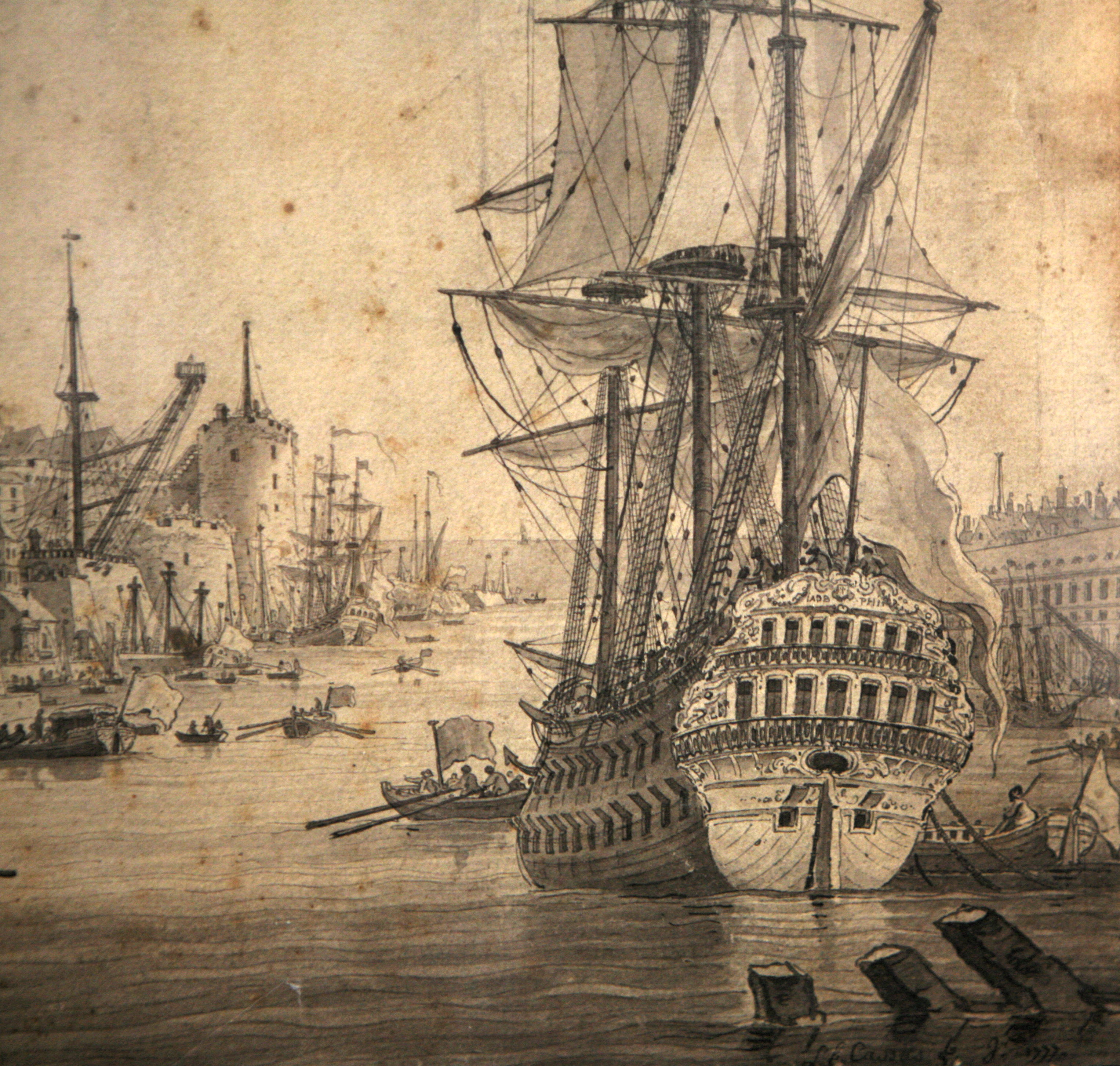
Le port de Brest en 1777.

Vers 1745, un capitaine de vaisseau du roi, théoricien de la tactique navale et grand expert en balistique, Sébastien Bigot de Morogues, prit l'habitude de réunir chez lui des officiers et des ingénieurs du port de Brest partageant son intérêt pour les sciences de la mer. En 1749, les travaux de ce groupe eurent quelques retentissements. Après son passage à Brest, Antoine Louis Rouillé, comte de Jouy, secrétaire d'État de la Marine, décida de rendre officielle cette institution privée. 
Ainsi le roi Louis XV devait-il signer à Compiègne, le 30 juillet 1752, les lettres patentes portant création d'une Académie de marine à Brest, soumise à un règlement minutieux. La séance d'ouverture a eu lieu le 31 août 1752.
Composée de soixante-quinze membres — dix honoraires, dix libres, trente ordinaires, vingt-cinq adjoints — l'Académie a à sa tête un bureau constitué d'un directeur, d'un sous-directeur, d'un secrétaire et d'un sous-secrétaire. Avec son premier directeur Sébastien Bigot de Morogues, la compagnie réalise de 1752 à 1755, de nombreux travaux,.
Les officiers de marine qui y participent se proposent de contribuer à la modernisation de la marine française. Ils reçoivent très vite l'approbation de Louis XV. 
L’Académie rassemble des astronomes, des hydrographes, des mathématiciens, etc. Parmi les membres, lors de la fondation, on compte les académiciens honoraires, outre Sébastien Bigot de Morogues, Jean Florent de Vallière, Amédée François Frézier, Henri Louis Duhamel du Monceau, Charles Étienne Louis Camus, Pierre Bouguer, Jean-Baptiste Après de Mannevillette, Jacques-Nicolas Bellin, Esprit Pezenas, Chardon de Courcelle, et les académiciens ordinaires Bory, Joseph Bernard de Chabert, Antoine Choquet de Lindu, Dumaitz de Goimpy, René-Aymar de Roquefeuil, Groignard, Nicolas-Marie Ozanne. 
L'Académie disparaît temporairement de 1765 à 1769, à la suite de la guerre de Sept Ans. En 1769, Aymar Joseph de Roquefeuil, commandant de la Marine à Brest, obtint de Louis XV et du secrétaire d'État de la Marine Choiseul-Praslin son rétablissement sous le nom d'Académie royale de marine. Une devise est adoptée : « Per hanc prosunt omnibus artes » (« Grâce à elle, les arts profitent à tous »). 
L'Académie sera liée à l'Académie des sciences par un édit de 1771. Le nombre d'académiciens est ramené à soixante, puis porté à soixante-dix en 1771. Elle devient alors très active, se réunissant huit cents fois en vingt-cinq ans et présentant quatre cents mémoires. 
Elle s'intéresse à l'astronomie navale, aux mathématiques, à l'architecture navale, à la physique, à l'hydrographie, à la cartographie et à la santé des équipages. En 1776, elle obtient la direction de l'atelier des boussoles de Brest. Sa bibliothèque comptait plus de 3 800 volumes, dont on possède le catalogue.
Parmi les nouveaux membres, on compte Joseph Jérôme Lefrançois de Lalande, Alexandre Guy Pingré, Pierre Charles Le Monnier, Alexis-Marie de Rochon, Jean-Charles de Borda, Charnières, Étienne Bézout, Nicolas Claude Duval-le-Roy, Étienne Nicolas Blondeau, Poissonier-Desperrière, Sabatier, Louis Antoine de Bougainville, Yves Joseph de Kerguelen de Trémarec, Jean-René de Verdun de la Crenne, Granchain, Fleuriot de Langle, Honoré Sébastien Vial de Clairbois, Pierre-Alexandre-Laurent Forfait, Jacques-Noël Sané, Antoine-Jean-Marie Thévenard, Jean-Jacques de Marguerie et Charles Pierre Claret de Fleurieu.
L'Académie contribua notamment à l'amélioration des instruments de navigation.
On retrouve trois de ses membres (Claret de Fleurieu, Fleuriot de Langle, d'Escures) dans l'expédition que conduisit La Pérouse jusqu'aux îles Salomon avant de disparaître.
L'Académie de marine sera finalement supprimée par la Convention le 8 août 1793, en même temps que toutes les autres académies royales.

## Une académie toujours active
Les tentatives pour recréer l'Académie au XIXe siècle échouèrent malgré l’action de grands marins à l'Académie française et à l’Académie des sciences. L’Académie de marine est recréée sous la forme d'une association loi de 1901 en 1921. 
Elle est devenue un établissement public d'État en 1927 et a pris la forme d'un établissement public à caractère administratif en 1991. Elle a été placée sous la tutelle du ministre de la Marine puis sous celle du ministre de la Défense. Le chef d'état-major de la marine exerce cette tutelle au nom du ministre. En 2020, elle a été placée sous la protection du Président de la République.
Ses statuts précisent sa finalité : « L'Académie de marine a pour vocation de favoriser le développement des hautes études concernant les questions maritimes et de poursuivre la mission de l'Académie royale ayant existé à Brest au XVIIIe siècle. D'une manière générale, elle exerce des activités d'ordre scientifique, culturel et administratif concernant l'ensemble des questions maritimes ». 
L'Académie de marine est dirigée par un président assisté d'un vice-président, d'un secrétaire perpétuel et d'un secrétaire perpétuel adjoint qui, avec le président, forment le bureau de l'académie.
Elle comporte six sections de treize membres chacune : 
- marine militaire ;
- marine marchande, pêche et plaisance ;
- sciences et techniques ;
- navigation et océanologie ;
- histoire, lettres et arts ;
- droit et économie.

Elle comprend également des membres honoraires, attachés à une section, et des membres associés étrangers.  
« Son recrutement s'est élargi, n'étant plus réservé aux seules personnes de la Marine militaire en activité comme c'était le cas au XVIIIe siècle, et son champ d'intérêt également : elle couvre désormais toutes les activités à caractère maritime ».
L'Académie attribue chaque année, lors de sa séance de remise des prix et récompenses, des prix littéraires dont le grand prix de l'Académie de marine, des prix de fondation, des prix de thèses ainsi que des bourses d'études.
Le siège de l'Académie est à l'hôtel de la Marine, 4, rue Royale à Paris 8e depuis le 1er septembre 2021.

## Présidents
- 1922-1923 : Adolphe Landry
- 1924-1925 : Maxime Laubeuf
- 1926-1927 : Charles Chaumet
- 1928 : John Dal Piaz
- 1928-1929 : Lucien Lacaze
- 1929-1930 : Jean Charcot
- 1930-1931 : Charles de La Roncière
- 1931-1932 : Adolphe Landry
- 1932-1933 : Georges Philippar
- 1933-1934 : Jean Rey
- 1934-1935 : Joseph Besson
- 1935-1936 : Emmanuel Rousseau
- 1936-1937 : Jean-Baptiste Vivielle
- 1937-1938 : Henri Cangardel
- 1938-1939 : Eugène Fichot
- 1939-1940 : Georges Portant
- 1942 : Georges Durand-Viel
- 1942-1943 : Henri Le Marc'Hadour
- 1943-1944 : Jules Sottas
- 1944 : Gilbert Gidel
- 1944-1945 : Jules Rouch
- 1945-1946 : Louis Jauch
- 1946-1947 : Jean Marie
- 1947-1948 : René La Bruyère
- 1948-1949 : Georges Hersent
- 1949-1950 : René Fould
- 1950-1951 : Joseph Bion
- 1951-1952 : Béart du Dézert
- 1952-1953 : Paul Augustin-Normand
- 1953-1954 : Paul Dumanois
- 1954-1955 : André de Rouville
- 1955-1956 : Edmond Delage
- 1956-1957 : Gustave Anduze-Faris
- 1957-1958 : André Reussner
- 1958-1959 : Maurice Lebrun
- 1959-1960 : Louis-Augustin Boiteux
- 1960-1961 : Louis Kahn
- 1961 : Jean de Coudier
- 1962-1963 : James-Paul Govare
- 1963-1964 : Antoine Sala
- 1964-1965 : René Norguet
- 1965-1966 : Georges Bourges
- 1966-1967 : Fernand Le Chuiton
- 1967-1968 : Max Douguet
- 1968-1969 : Henri Le Masson
- 1969-1970 : René Rosset
- 1970-1971 : André Gougenheim
- 1971-1972 : Henri de Leiris
- 1972-1973 : Théodore Monod
- 1973-1974 : René Courau
- 1974-1975 : Roger Chapelet
- 1975-1976 : Maurice Amman
- 1976-1977 : Raymond Hillairet
- 1977-1978 : Pierre Hugon
- 1978-1979 : Michel Mollat du Jourdin
- 1979-1980 : Lucien Poirier
- 1980-1981 : Guillaume Le Bigot
- 1981-1982 : Yves de Bazelaire
- 1982-1983 : Pierre Blanc
- 1983-1984 : Yves La Prairie
- 1984-1985 : Pierre-Édouard Cangardel
- 1985-1986 : Gilles Merlin
- 1986-1987 : Étienne Taillemite
- 1987-1988 : Jean Tardy
- 1988-1989 : Pierre Léonard
- 1989-1990 : Jean Touffait
- 1990-1992 : Jean Morin
- 1992-1994 : Paul Bastard
- 1994-1996 : Yves Leenhardt
- 1996-1998 : Claude Boquin
- 1998-2000 : René Bloch
- 2000-2002 : Jean Chapon
- 2002-2004 : François Bellec
- 2004-2006 : Jean-Louis Guibert
- 2006-2008 : Jacques Lanxade
- 2008-2010 : Bertrand Vieillard-Baron
- 2010-2012 : Jean-Pierre Quéneudec
- 2012-2014 : André Ravier
- 2014-2016 : Henri Legohérel
- 2016-2018 : Alain Coldefy
- 2018-2020 : Yves Desnoës
- 2020-2022 : Xavier de La Gorce
- 2022-2024 : Alain Bovis[10]
- à partir de 2024 : Jean-Emmanuel Sauvée